# ۱۴۷۱ (میلادی)
۱۴۷۱ (میلادی) هزار و چهارصد و هفتاد و یکمین سال تقویم میلادی است.

## رویدادها
شهر الانیا در اناتولی به دست عثمانیان افتاد

## درگذشتگان
- ۲۱ مه - هنری ششم، پادشاه انگلستان (تولد ۱۴۲۱)
- ۲۶ ژوئیه – پل دوم، کشیش ایتالیایی (ز. ۱۴۱۷)